# Sonia Petrovna
Sonia Petrovna (* 13. Januar 1952 in Neuilly-sur-Seine, Hauts-de-Seine; eigentlich Sonia Martine Peté) ist eine französische Theater- und Filmschauspielerin.

## Leben
Sonia Petrovna nahm ab dem sechsten Lebensjahr Tanzunterricht und spielte im Ballettensemble Ballet de l’Opéra de Paris der Pariser Oper. Auf Einladung des französischen Tänzers und Choreographen Roland Petit erschien sie in einigen Ballettaufführungen des Hauses und sammelte so erste künstlerische Erfahrungen.
Anschließend wandte sie sich der Schauspielerei zu, arbeitete in der Folgezeit mit namhaften Regisseuren wie Luchino Visconti, Valerio Zurlini oder Umberto Lenzi sowohl für das Kino als auch für das Fernsehen in Italien, den Vereinigten Staaten und in ihrem Heimatland Frankreich. Sie ist verheiratet mit dem Komponisten Laurent Petitgirard (* 1950).
Sonia Petrovna wurde in die Ordensklasse Chevalier des Ordens Ordre des Arts et des Lettres aufgenommen.

## Filmografie (Auswahl)
- 1970: Le feu sacré
- 1972: Oktober in Rimini (La prima notte di quiete)
- 1973: Ludwig II. (Ludwig)
- 1974: Di mamma non ce n'è una sola
- 1974: Amore
- 1974: Un hombre como los demás
- 1976: Flashing Lights
- 1978: El Terrorista
- 1979: Hierba salvaje
- 1979: Search for Tomorrow (Fernsehserie)
- 1980: The Edge of Night (Fernsehserie)
- 1984: Geheimsache Schweinebacke (Not for Publication)
- 1985: D’Annunzio
- 1987: Les nouveaux tricheurs
- 1988: Le prime foglie d’autunno
- 1988: La posta in gioco
- 1988: Saremo felici
- 1989: Ghosthouse 4 – Haus der Hexen (La casa del sortilegio, Fernsehfilm)
- 1990: Obbligo di giocare – Zugzwang
- 1990: Aufnahme – Mord (The Fatal Image, Fernsehfilm)
- 1992: Il segno del comando (Fernsehfilm)
- 1993: Nestor Burmas Abenteuer in Paris (Nestor Burma; Fernsehserie, 1 Folge)